# Werlabs
Werlabs AB  är ett svenskt e-hälsobolag inom preventiv hälsa, med fokus på hälsokontroller genom blodprov, blodtrycksmätning och hälsoenkäter. Bolaget grundades 2013 av distriktsläkaren Rickard Lagerqvist och har sitt huvudkontor i Stockholm. Werlabs har över 200 provtagningsställen i Sverige. Företaget vänder sig till både privatpersoner och företag.

## Historia
Werlabs grundades i Stockholm 2013 av Rickard Lagerqvist. Idén uppstod ur ett behov att erbjuda friska personer möjlighet att följa upp sin hälsa regelbundet, baserat på Lagerqvists erfarenheter som läkare. År 2016 tog företaget in cirka 33 miljoner kronor i riskkapital från investerare, däribland Sunstone Capital.
En kortvarig internationell expansion inleddes 2016 med lansering i Norge och Storbritannien, men verksamheten i Storbritannien avslutades 2018.
Under covid-19-pandemin var Werlabs bland de första i Sverige att erbjuda storskalig antikroppstestning. Enligt rapportering från juni 2020 hade bolaget den tredje största antikroppsdatasamlingen i världen. Werlabs bistod även myndigheter med testning och vaccination och öppnade Sveriges största vaccinationscentral på Kistamässan i Stockholm. Enligt uppgifter från bolaget genomfördes över 225 000 vaccinationer där.

## Verksamhet
Werlabs tillhandahåller tjänster via sin digitala plattform, riktade till både privatpersoner och företag. Tjänsten innefattar provtagning, laboratorieanalys och digital läkarbedömning.

## Forskning och utveckling
Företaget stödjer forskning inom preventiv medicin och har varit med och finansierat H.K.H. Prins Daniels professur i kardiovaskulär prevention vid Karolinska Institutet. År 2025 inledde Werlabs ett samarbete med Intel för att utveckla ett AI-baserat beslutsstöd inom preventiv vård.

## Ledning och ägare
Efter grundarens avgång ur operativ ledning 2018 tog Henrik Forsberg över som VD. Bland bolagets investerare finns Karl-Johan Persson, Cristina Stenbeck, samt techentreprenörer som Alex Norström och Gustav Söderström från Spotify. Claes Ekström är styrelseordförande sedan 2021.